# Казиніна Катерина Петрівна
Катерина Петрівна Казиніна (нар. 25 лютого 1939) — передовик радянського сільського господарства, оператор машинного доїння радгоспу «Чаїнський» Чаїнського району Томської області, повний кавалер ордена Трудової Слави (1986).

## Біографія
Народилася в 1939 році в селі Андріївка (на території сучасного Чаїнського району Томської області) в російській родині спецпоселенця з Алтайського краю. Завершила навчання у восьми класах школи, в 1958 році завершила навчання в Колпашевській сільськогосподарській школі.
У 1958 році почала працювати дояркою в колгоспі в селищі Нижнє Фокіно Чаїнського району. Через два роки поїхала в Ставропольський край. Працювала дояркою в колгоспі в селі Рождественка Отрадненського району. У 1965 році стала працювати колгоспницею в колгоспі "Росія" Отрадненського району, з 1967 року - робоча молкомбінату в селі Отрадне. 
У 1968 році повернулася в Томську область. Працювала дояркою, потім оператором машинного доїння радгоспу "Чаїнський" Чаїнського району. З року в рік збільшувала вироблену продукцію тваринництва. 
Указом Президії Верховної Ради СРСР від 14 лютого 1975 року нагороджена орденом Трудової Слави ІІІ ступеня. 
Указом Президії Верховної Ради СРСР від 13 березня 1981 року нагороджена орденом Трудової Слави II ступеня. 
У одинадцятій п'ятирічкиці довела сукупні річні надої молока до 3723 кг на одну корову, що вище на 825 кілограм, ніж в середньому по радгоспу. 98% телят збережено. 
"За успіхи, досягнуті у виконанні завдань одинадцятої п'ятирічки і соціалістичних зобов'язань по виробництву і переробці сільськогосподарської продукції" указом Президії Верховної Ради СРСР від 29 серпня 1986 року Катерина Петрівна Казиніна нагороджена орденом Трудової Слави I ступеня. Стала повним кавалером Ордена Трудової Слави.
Надалі вийшла на заслужений відпочинок. З 1971 по 1977 роки була депутатом Гришкинської сільської ради, в 1983 році член Чаїнського райкому КПРС. 
Проживала у селі Андріївка, у 1977 році переїхала в село Чаїнськ. У даний час проживає в станиці Канівська-2 Краснодарського краю. 

## Нагороди та звання
- Орден Трудової Слави I ступеня (29.08.1986);
- Орден Трудової Слави II ступеня (13.03.1981);
- Орден Трудової Слави III ступеня (14.02.1975);
- медалі.